# ぐりんぱ

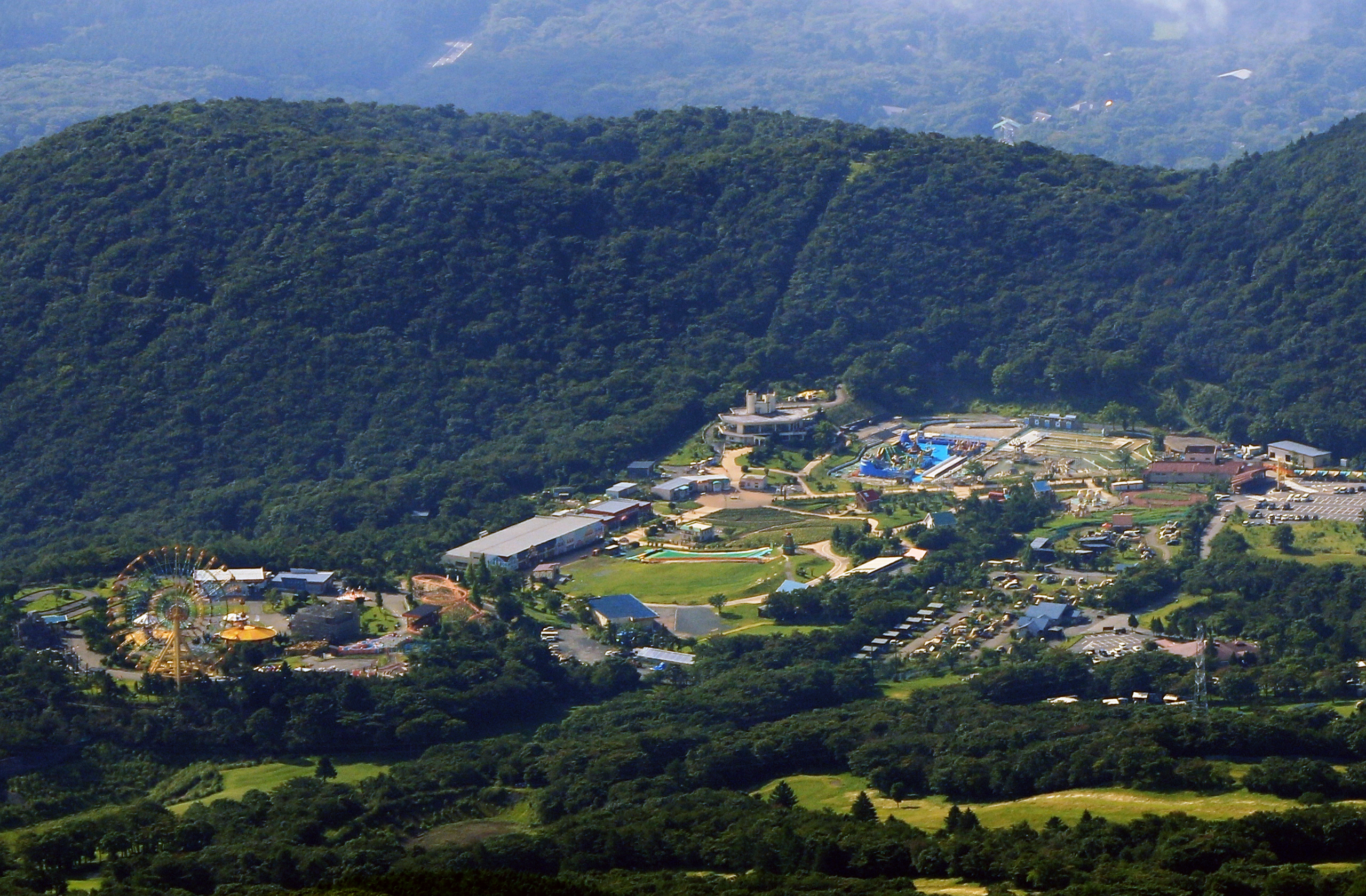
富士山から望むぐりんぱ

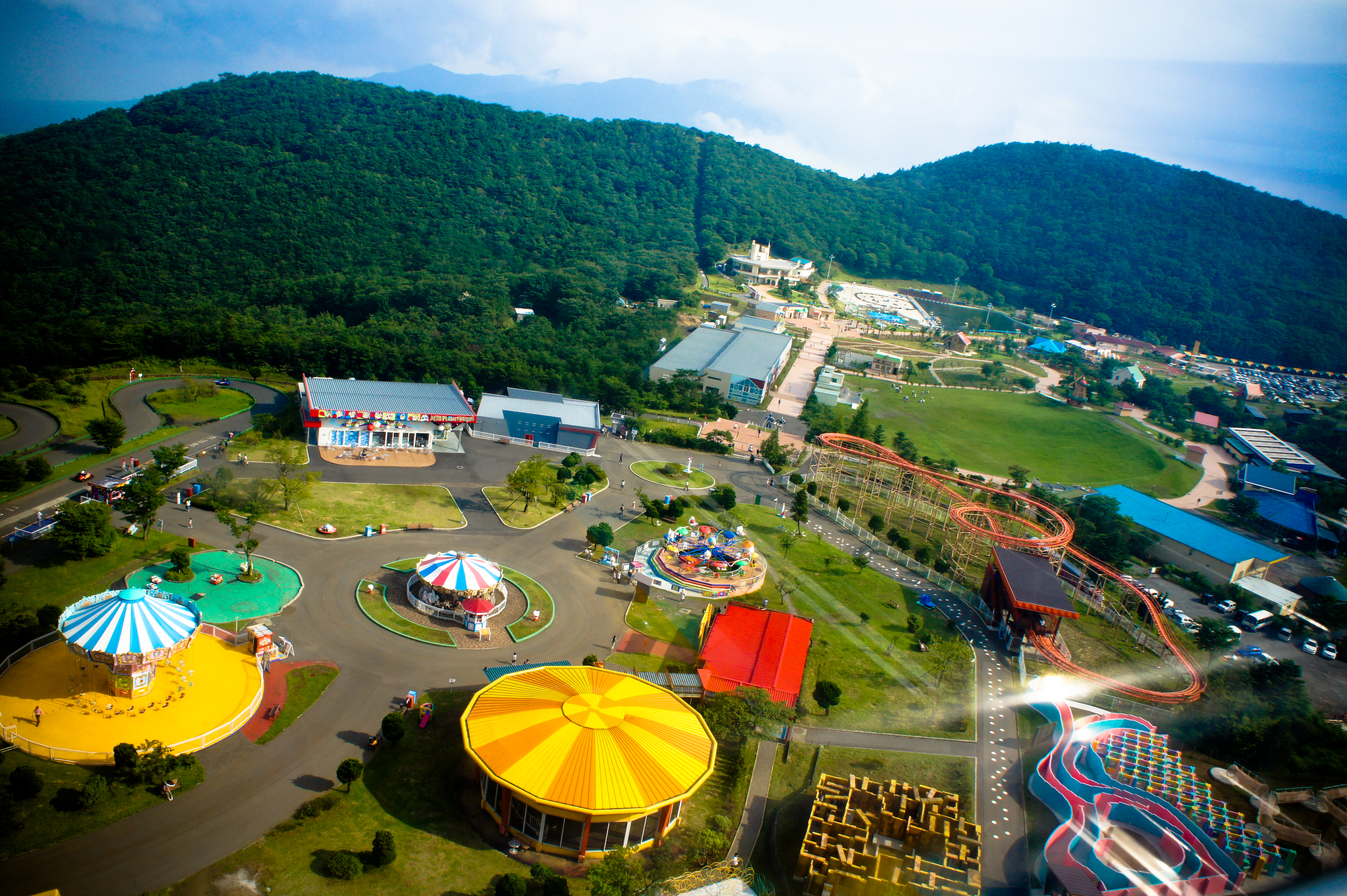
2010年

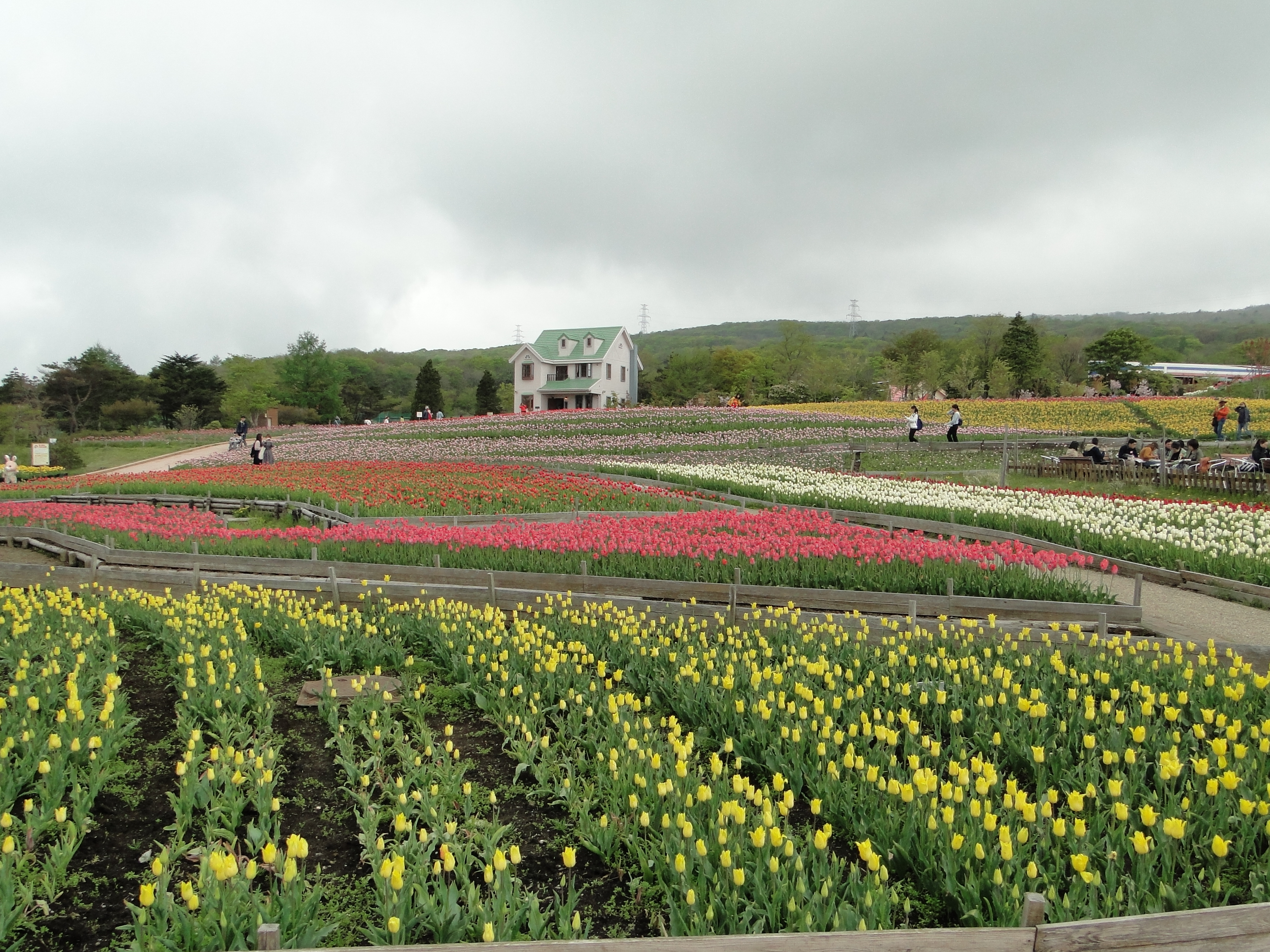
2017年

ぐりんぱ（Grinpa）は、静岡県裾野市にある富士急行系列の遊園地である。

## 概要
1966年(昭和41年)4月から富士急行が開発を進めた須山山麓地区別荘地「十里木高原別荘地」(面積約150万平方メートル、分譲面積67万平方メートル)の分譲開始と共に、総合レジャーランドを設置した事がきっかけで開園に至る。後に富士急行が富士山2合目南麓に展開する「フジヤマリゾート」の4つの施設のひとつ。
1973年4月に「日本ランド」がオープン。
1975年7月19日「日本ランド 富士ダウンヒルゴルフ場」(コース面積105万平方メートル、全18ヤード、ヤーテージ7105ヤード、総工費8億円、当時日本最初のダウンヒルゴルフ場)がオープン。
1989年4月　施設名を「日本ランドHOWゆうえんち」に改称。
2004年施設名を「日本ランドHOWゆうえんち」を『ぐりんぱ』に再改称してリニューアルオープン。園内にシルバニアビレッジエリアが新設され、ウルトラマンのアトラクションのほか、冬にはスケート、ソリ遊びなどのウインタースポーツなどができる。
また、旧「日本ランド」（日本ランドHOWゆうえんち）として営業していた当時は、近隣の「スノータウンイエティ」（現在のスノーパーク イエティ）も「日本ランドスキー場、のち日本ランドHOWスキー場」として営業しており、2施設をあわせて「日本ランド」としていた。
旧.日本ランド時代の初期には、マジシャンの初代引田天功をテーマとした「引田天功館」が設置されていた。その建物はその後建て替えられ、当時としては日本初の屋内型宙返りコースターとの触れ込みで人気を博した「宇宙大パニック」館（その後「スペースコースター」へ名称変更）となった。
運営主体の富士急行は富士山の北麓（山梨側）と南麓（静岡側）双方でこのようなアミューズメント施設を開発・運営しているが、本格的な遊園地としては同社の本拠でもある山梨側の富士急ハイランドを主軸に置いているため、静岡側では規模の縮小と同時に山梨側とのさらなる差別化を図っているものと思われる。
かつて、旧日本ランドHOWゆうえんちのマスコットキャラクターは人気漫画の「ポパイ」と「オリーブ」だったが、それらは2000年頃に廃止され、シルバニアビレッジとして改装する2004年までマスコットキャラクターが存在しない期間があった。
JR御殿場駅からぐりんぱへの直行バスは平日・土日・祝祭日も通年運行が設定されている。JR三島駅からの直行バスは、季節により運行ダイヤが異なるが概ね1日2往復程度、JR富士駅からの直行バスは土日、祝日及び特定日に1日1往復運行されている。なおJR御殿場駅、JR三島駅、JR富士駅の富士急行バス窓口において、往復バスのチケットとぐりんぱのワンデーチケットがセットになった「ぐりんぱ 路線バスセット券」が発売されている。タクシー利用の場合はJR御殿場駅（富士山口）からぐりんぱまでタクシーを利用すると片道約7,000円位の費用で、JR三島駅（北口）からぐりんぱまでタクシーを利用すると片道7,500円位の費用がかかる。
2004年7月1日にオープンした「シルバニアビレッジ」は、シルバニアファミリー誕生20周年を記念してエポック社とフジヤマリゾートが共同で企画・設置したもので、オープン当初は「森のパン屋さん」等のショップやアトラクションは無かった。
2005年7月16日　シルバニアビレッジ開村1周年を迎え、森のパン屋さん（ミケネコ店長）がオープン。アトラクション「気球であそぼ」と「おもしろ自転車であそぼ」を新規導入。
2006年頃からシルバニアビレッジ内の「森のマーケット」でオリジナル商品の「シルバニアファミリー フジミネラルウォーター」（通称：シルバニアのお水）が販売開始。350ミリリットルのミネラルウォーター（製造は富士ミネラルウォーター）だが、ペットボトルのラベルがシルバニアキャラクターの絵柄になっていて、シルバニアビレッジ公式ウェブサイトにアクセスできるQRコードも印刷されていた。販売開始当初は単品販売だったが、後に6本パック販売も行われた。但し、通信販売には対応していないので現地ショップのみの販売であったが2012年にこの品物は販売終了。
2009年7月17日、シルバニアビレッジ開村5周年を記念して新キャラクターの「そよかぜネコの女の子」が登場した。また、新アトラクション「お空のかんらんしゃ」、「そよかぜサイクリング」が新規導入された。
2010年 エポック社の企画によるぐりんぱ（シルバニアビレッジ）とかしいかえん（シルバニアガーデン）との共同イベント『こんにちは！森のなかよしパーティー』と称した、ののはなウサギとはなぞのウサギが互いに登場するミニイベントが期間限定で行われた。また、同年11月の特定日のみ「シルバニアキャラクター大集合」と称したシルバニアファミリーキャラクターが総登場するグリーティングイベントが唯一行われた。
2011年9月、2010年に引き続きエポック社により『こんにちは！森のなかよしパーティー』が開催された。北海道の「ラベンダーウサギ」、横浜市の「しおかぜウサギ」、シルバニアビレッジの「ののはなウサギ」、シルバニアガーデンの「はなぞのウサギ」が一堂に会し撮影会やミニショーを行った。
2014年4月以降は入園料金の値上げ改定と共にシルバニアビレッジ内の「森のみんなの学校」が閉鎖され、行われていた工作教室などが廃止された。同時に平日・休日を問わず開催されていたシルバニアファミリーショーも休止の後廃止された。また「シルバニア森のキッチン」は2014年6月20日に閉鎖され、7月からはシルバニアと無関係の鉄板焼レストラン「ワイルドグリル ハングリー」に改装された。また、「森のマーケット」店内のみで使用可能な無料Wi-Fiスポット（フリーSPOT）が設置された。
2015年春から「森のみんなの学校」が「シルバニアファミリー30周年記念館」として改装され公開された。同時に、森のマーケットに併設されていた「森のミュージアム」が縮小され「森の体験教室」として改装し、森のミュージアムに展示されていた一部の展示品は森のみんなの学校に移転設置が行われた。
※シルバニアビレッジは標高が約1,200メートルのため、平地と比べると平均気温が6度から7度ほど低く、冬季期間の来園時は日中の気温がマイナスになる事もある。夏季期間は涼しく比較的快適な気候だが、山岳地域のため突然の濃霧や雨に見舞われることがある。
2019年より、株式会社フジヤマリゾートが吸収合併され、株式会社ピカが運営している。
2021年12月に福岡県のかしいかえんが閉園し、同園にあった「シルバニアガーデン」のキャラクター31体を引き受けたことにより、2022年4月からぐりんぱ内の「シルバニアビレッジ」のキャラクターは計61体となった。

## 主なアトラクションと施設紹介
2005年7月に実際に遊べるおもちゃのテーマパーク「おもちゃファクトリー・キッズフジQ」を開設、2007年7月に施設をリニューアルし、新テーマゾーン「M78ウルトラマンパーク」を開設した。
アスレチック
- アリス・ト・テレス

2014年7月に開業した大型アスレチック第3弾。「アリス」と「テレス」の2つの異なるコースからなる立体アスレチック。
- ココドコ

2013年7月に開業した大型アスレチック第2弾。日本最大級の立体迷路。
- ピカソのタマゴ

2010年7月に開業した大型アスレチック第1弾。さがみ湖リゾート プレジャーフォレストにも存在する。2011年に拡大オープン。
- 空中アスレチック ワイヤーマウンテン
- モモンガトライアングル ※2013年に起きた事故のため休止→廃止。
- ビーバーフィーバー
- カッパ大作戦

M78ウルトラマンパーク
- ウルトラセブンコースター「マッハ7」
- ウルトラマン スタースウィンガー
- ウルトラマンタロウ・レインボーシップ
- ウルトラマントレイン
- ウルトラマン・グランプリ
- フライングウルトラマン☆シュワッチ
- サーカス・バルタン ※2013年5月営業終了の後廃止。
- みんなのかんらんしゃ
- ダッゼム・カー
- メリーゴーラウンド
- M78プラネットダイニング

おもちゃファクトリー キッズフジQ
- おもちゃ広場（無料）
- フロッグホッパー
- ティーカップ
- ふわふわウルトラマン
- アスレキッズ
- ジャマダマめいろ
- ダイヤブロック プレイコーナー
- おしゃれステージ
- ごっこ遊びコーナー
- メルちゃんランド
- トミカ プラレールコーナー
- 木のおもちゃコーナー
- 任天堂Wiiコーナー・ビーナコーナー
- カードゲームコーナー（有料）
- 体感・対戦ゲームコーナー
- ベビーコーナー
- マッサージチェアコーナー（有料）

ショップ＆カフェ
- ショップ「トイキッズ」
- カフェ「キッズカフェ」

キッズフジQのイベント
- メルちゃん握手会（不定期）※2019年現在休止中。
- メルちゃんとあそぼう（不定期）※2019年現在休止中。
- シルバニアファミリーショー（雨天時のみ、森のみんなの学校ステージから移動して開催）※2014年5月から休止の後廃止。
- シルバニアファミリー握手会（不定期）※2014年5月から休止の後にキャラクターグリーティングと統合。
- シルバニアキャラクターグリーティング[3]

シルバニアビレッジ
- そよかぜサイクリング
- お空のかんらんしゃ
- 赤い屋根の大きなお家（平日は無料、土・日・祝日は有料）
- 緑の丘のすてきなお家（平日は無料、土・日・祝日は有料）
- みんなでシュシュポッポ（シルバニアビレッジエリアからウルトラマンエリアを結ぶロードトレイン、有料、片道500メートル、所要時間約10分）

- 風車のお家〜気球であそぼ〜
- おもしろ自転車であそぼ

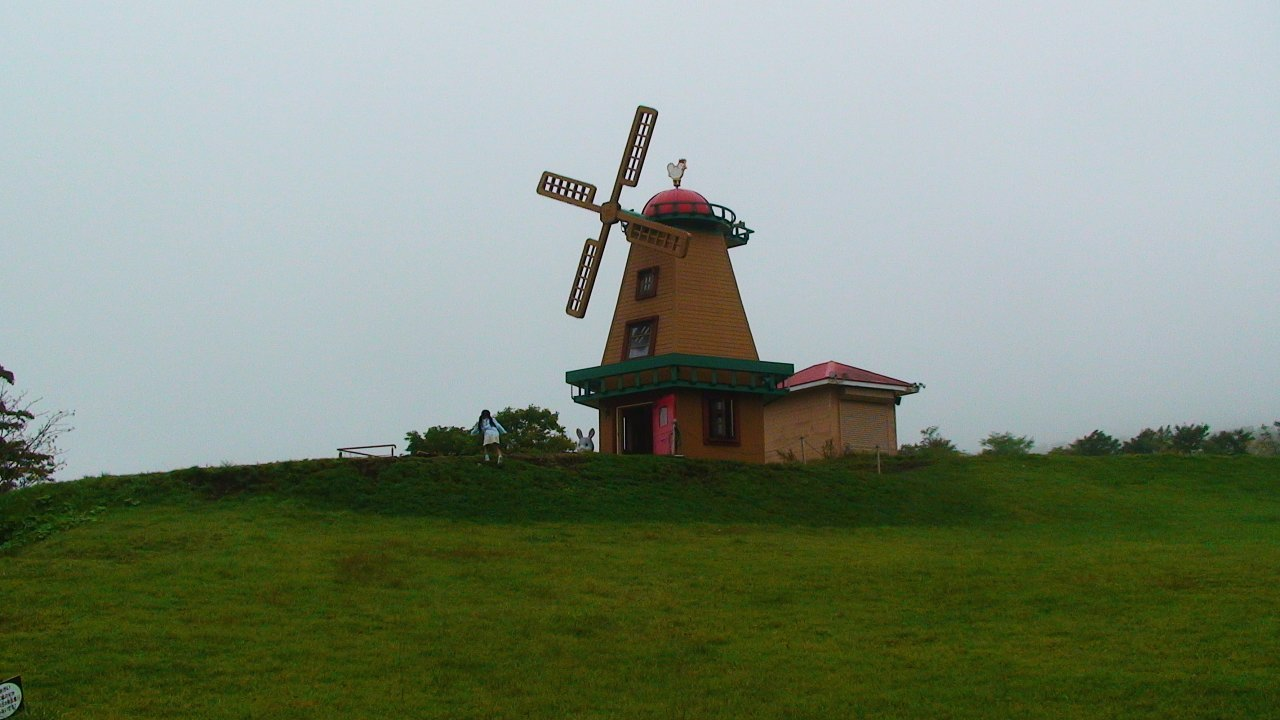
風の丘のお家

- 森のみんなの学校（シルバニアファミリーショーステージ：常設）※2015年春から「シルバニアファミリー30周年記念館」に改装され再オープン
- 森のミュージアム　※2015年春から「森の体験教室」に改装され規模が縮小→2019年現在「森の体験教室」は森のマーケットに統合。
- うそつき林のアスレチック
- 風の丘のお家
- 天空の花畑（春季、秋季の花の祭典場所、面積は約4,500平方メートル）
- パターゴルフ
- お山の休憩所（常設/冬季期間はソリ遊びの遊具貸し出し所を兼用）
- ラーメンハウス白樺亭（ラーメンやカレーライスなどの軽食を提供）※2014年春に解体、消滅。
- デーキャンプ場（団体専用のバーベキュー場）
- 湖のスケート場（冬季のみ）
- 雪遊び広場（冬季のみ）
- みずうみのおふね〜ぷっかぷか〜（水上スワンボート）※営業終了。
- フジヤマの風（旧.ゴーカートコース（F1レーシングゴーカートコース）を転用した、ゴルフ用カートで巡るぐりんぱ一周。運転免許証を持参の上での利用、運転は成人に限る/有料）
- あおぞらテント（旧.フアフアメルヘンランド）※営業終了、跡地はロードトレイン発着地に改装。

ショップ＆カフェ
- 森のマーケット（シルバニアビレッジオリジナルグッズと各種シルバニア商品の販売と、ミニ工作教室を行っているお店）
- 森の写真屋さん（シルバニアキャラクター衣装レンタルによる記念写真スタジオ）　※2013年9月から閉鎖中。
- 森のパン屋さん（シルバニアキャラクターのパン製造と販売＆飲料品の販売）
- シルバニア森のキッチン（シルバニアキャラクターメニューのレストラン＆喫茶）※2014年6月20日閉店。閉店後は、シルバニアとは無関係のレストラン「ワイルドグリル ハングリー」に改装。
- レストランどんぐりん（1Fは麺類コーナーとカレーライスなどを季節・期間限定で提供。2Fは展望室を兼ねた団体食向け飲食施設と喫茶を期間限定で営業）※現在も期間限定で営業中。
- きいちご林のかわいいお家（シルバニアキャラクタークレープのお店）※2013年夏に一旦閉鎖し、その後「一般客用コテージ」として改装して宿泊用に転用。

シルバニアビレッジのイベント
- シルバニアファミリーショー（原則 毎日開催、雨天時・荒天時などは「キッズフジQ」内で行う場合がある。ハロウィン期間、夏休み期間、冬休み期間等の特定日のみ園内中央の大ステージなどでミュージカルショーを開催。雨天・荒天時のミュージカルショーは「お山の休憩所」で行う場合がある）

※2014年4月から休止中。
- シルバニアキャラクタースケートショー（冬季期間・特定日のみ開催、雨天・降雪・荒天時は中止。『湖のスケート場』でシルバニアキャラクターによる氷上スケートを上演）

※2013年冬から休止中。
- シルバニアキャラクターグリーティング（原則 毎日開催、雨天時・荒天時などは中止の場合あり。主な登場キャラクターは、ののはなウサギ、そよかぜネコ、わたウサギ、くるみリス、シマネコなどで写真撮影や握手に応じる。時間は不定期で、出演キャラクターも不定期）

※現在も開催中。

## マスコットキャラクター
シルバニアビレッジエリアのマスコットキャラクターは『ののはなウサギファミリー』で、2004年7月に誕生した。ののはなウサギファミリーは美しい花が大好きで、富士山の大自然にシルバニア村を再現したのがシルバニアビレッジである
。
ののはなウサギファミリーのデザインにおける意匠は、富士山の稜線をモチーフとした顔(鼻の輪郭線など)の模様が特徴で、両耳の前後部分(ヌリワケ、輪郭線)も富士山をモチーフとした模様が取り入れられている。
ののはなウサギファミリーのプロフィールは以下の通り。
- お父さん：野菜作りが得意。大好きな子どもたちになぞなぞで野菜のことを楽しく教えてくれたり、自慢の美味しい野菜で収穫祭を開いてくれる、頼もしいお父さん。7月30日生まれ、しし座。

- お母さん：お花のことなら何でも知っている。ずっとお花といっしょにいられるようにポプリや押し花を作ってくれる、心優しいお母さん。9月10日生まれ、おとめ座。

- 男の子：歴史にとても詳しい。おじいさんやおばあさんたちからお話を沢山教えてもらい、ふしぎな話を聞いてはみんなを連れて冒険に出かけて行く、好奇心いっぱいの男の子。4月25日生まれ、おうし座。

- 女の子：お花が大好き。花の刺繍をしたり手作りのプレゼントをするのが大好きで、みんなにお花畑の案内もしてくれる親切な女の子。6月24日生まれ、かに座。

- 赤ちゃん：ちょっぴり食いしん坊の赤ちゃん。美味しそうな匂いがするパン屋さんに遊びに行くのが大好き。そり遊びが得意で、雪の季節を楽しみにしています。7月24日生まれ、しし座[5]。

※上記の、「ののはなウサギの女の子」がシルバニアビレッジエリアに登場し現在も活躍をしているキャラクターである。
※2009年7月からはシルバニアビレッジ開設5周年を迎え、「そよかぜネコの女の子」（ののはなウサギのお友達）がマスコットとして追加された。

## アクセス

### 公共交通
- 路線バス片道料金：発駅（発地）により変動。約1,200円〜1,600円。
- JR御殿場駅(富士山口)から平日、土日、祝祭日に通年運行。※ぐりんぱ休園日は運休
- JR三島駅(南口)からは特定日運行。※ぐりんぱ休園日は運休
- JR富士駅(北口)からは土日、祝祭日及び特定日運行。※ぐりんぱ休園日は運休

※上記3駅から出発する路線バスでは現金及び交通系ＩＣカードでの運賃支払いが可能。
※上記3駅の各窓口販売で往復バスのチケットとぐりんぱのワンデーチケットがセットになった「ぐりんぱ 路線バスセット券」が通年(バス運行日のみ)販売されている。
※ぐりんぱが富士急行バスと神奈川県内や東京都内の一部を結び共同運行をする「直行バス」が季節・期間限定で運行される場合がある。

## 営業時間
- 季節により変動あり（冬季：9:30〜16:00又は16:30、冬季以外は9:30〜17:00など）

## 入園料
- 大人1,300円、子供・シニア850円 （※2019年10月から料金改定し値上げ）

インターネット割引料金：大人1,150円、子供・シニア800円。
身体障害者、療育手帳保持者割引料金あり。
- ワンデークーポン（入園券+1日乗物券）大人3,700円、子供2,700円 （※2019年10月から料金改定し値上げ）

- キッズパス（大人1名＋未就学児1名のワンデークーポン）4,950円（※2014年春より値上げ）

ウルトラマンタロウレインボーシップ・ウルトラマンスタースウィンガー・パターゴルフは利用不可。
- ファミリーパック（家族分のワンデークーポン＋おもちゃクーポン1,000円付き、4名で12,800円、3名で9,050円）

- 乗物10回券 4,000円(※2019年9月までは「乗物11回券が3,000円」だったが値上げされた)

- 年齢区分:『大人』：中学生以上、『子供』：3歳小学生、『シニア』：55歳以上 （年齢を確認できる物を持参の事）

- 駐車料金：普通自動車 1日1台1,200円、二輪車500円、マイクロバス1,700円、大型バス1台当たり1,700円。

ぐりんぱの来園には南富士エバーグリーンライン（有料道路）を通行するため、有料道路通行料金（往復で普通車510円、マイクロバス1,230円、大型車2,060円、125cc以上の二輪車400円）が別途必要。

## 付随情報
- 園内の「森のマーケット」などの限られた施設内に限り、従来はクレジットカード（VISA/MASTER/JCBなど）が利用できたが2014年春から一旦廃止された後、2015年春から新たに導入された小型端末により再開された。但し、園内では交通系ICカードや電子マネーなどでの決済は利用できない。
- 2014年春から「森のマーケット」の店内のみで使用可能な無料Wi-Fiスポット（フリーSPOT）が設置された。2019年現在は「ワイルドグリル ハングリー」店内で無料Wi-Fiが利用可能でパスワードやSSIDなどは店内にのみ掲示されている。

※公式ウェブサイトでのWi-Fi利用は「森のマーケット」で使用可能の告知が掲載されていたが、機器移設のため実際のエリアは「ワイルドグリル ハングリー」の店内に限られている。
- 園内の平地部分では、携帯電話キャリア各社とPHSの電波はおおむね送/受信可能であるが、一部のエリアと建物内に不感地帯（圏外）があるため、場所によっては通話が途切れる場合がある。また、UQ WiMaxなどの移動体回線の電波は一部が圏外である。
- ロボット8ちゃん 夏休みの放送となった第39回「ロボット修行だ!ゴーゴー富士山」と第40回「夏だ!キャンプだ!青春だ!!」の2回にわたり、この施設でのロケーションが行われ、前編に当たる39回ではロボットが遊園地のスタッフとして、後編の40回は8ちゃんがこの施設のすぐ近くにある田貫湖のバンガローの支配人に就任するという設定で出演した。

## 過去のシルバニアビレッジ
シルバニアビレッジの開園（2004年7月）から2011年12月まで、現存する資料類に基づき下記のようにまとめました。
- 2004年7月25日　シルバニアファミリーショー(1)（広場特設ステージで公演、1日2回、各30分）※シルバニアビレッジ第1号のショー
- 2004年8月1日から　シルバニアファミリーステージ（森のみんなの学校内「わんぱく校庭」にて、12:00～と15:00～公演）
- 2004年8月20日から　シルバニアファミリー握手会（11:00、13:00、15:00「お山の休憩所」にて公演）
- 2004年9月1日から　シルバニアファミリーのお友達登場（キャラクターグリーティング、登場キャラクターは不定期）
- 2004年10月1日から　シルバニアファミリー握手会（ビレッジ内、10:00～、14:00～開催）
- 2004年10月30日、31日　シルバニアビレッジハロウィン祭り（ハロウィン仮装で入園料無料）
- 2004年11月20日～12月25日　シルバニア森のクリスマス（森のマーケットにてビレッジ限定「ののはなウサギ 秋冬バージョン」販売、ビレッジオリジナルデザインのフリースブランケット販売、みるくウサギさんのニット帽子を販売、クリスマス特別ショー『サンタさんからのクリスマス』公演、森のキッチンクリスマスメニュー登場）
- 2004年12月26日から　シルバニアファミリー握手会（11:00～、13:30～ビレッジ内）
- 2005年1月8日から　シルバニアファミリーショー（「お山の休憩所」にて、12:00～と14:30～）
- 2005年3月19日から4月10日　シルバニアファミリーショー公演
- 2005年3月26日、27日　シルバニアファミリーの仲間と撮影会（12:00～30組限定、ビレッジ内）
- 2005年4月1日から　シルバニアビレッジ・ファミリーショー(新)公演
- 2005年4月29日から　シルバニアビレッジのお花畑祭り（サルビア、ペチュニア、ジニア、インパチェンス等）
- 2005年5月1日から　シルバニアの仲間のおさんぽ（フリーグリーティング、10:30～、15:30～ビレッジ内）
- 2005年7月16日から9月4日　シルバニアビレッジ・ファミリーショー(新)（毎日公演、1日2回、ビレッジ内）
- 2005年10月15日から30日　シルバニアビレッジ・ハロウィン仮装パーティーショー（6キャラクター登場、12:00～、14:30～、1日2回、先着5組限定参加方式）
- 2005年11月19日から12月25日　森のクリスマス開催、クリスマス特別ショー『サンタさんのおくりもの♪』公演。
- 2006年1月6日から　シルバニアファミリーショー「ののはなウサギちゃんの大切なお花」、「みんなでレッツダンス！」（平日13:30～、土日祝12:00～、14:30～お山の休憩所）
- 2006年7月22日、23日　シルバニアビレッジ開村2周年記念イベント開催（1日2回、芝生広場イベントステージで開催）
- 2006年7月24日から8月9日まで　ののはなウサギの女の子2ndアニバーサリーフェア（ののはなウサギのお誕生日お祝いショー公演）
- 2006年8月1日から　シルバニアビレッジ公式HPをリニューアル、ヒツジのお父さんのトイワゴン導入（自動シャボン玉噴出装置付き、電動）
- 2006年8月2日から　シルバニアファミリーショー(新)「海のお友達」、「虹のお話」公演
- 2006年9月1日から　ヒツジのお父さんのトイワゴンでクラムチャウダー(コーン&チキン入り)の販売を開始
- 2006年10月5日から　シルバニアビレッジのわくわくハロウィン開催
- 2006年11月1日から　シルバニアファミリーショー（ビレッジダンスバージョン）公演
- 2006年11月23日から12月25日　森のクリスマス開催、シルバニアファミリーショークリスマス限定バージョン公演（ののはなウサギの女の子、男の子のダブルキャスト版）
- 2007年7月14日から　シルバニアビレッジ開村3周年記念イベント開催
- 2007年8月25日　シルバニアファミリーオリジナルショー（ビレッジ開村3周年記念版）公演
- 2007年10月1日から　シルバニアビレッジのわくわくハロウィン開催
- 2007年11月25日から25日まで　森のクリスマス開催（1日のみシルバニアアイススケートショー公演、23日、24日はハンドベルコンサート開催）
- 2008年1月20日　シルバニアアイススケートショー公演
- 2008年2月9日　シルバニアアイススケートショー公演
- 2008年2月17日　クマさんのエコクッキングショー（歌う料理人こと森野熊八の楽しいクッキングショー　時間：11:00～、14:00～(各先着200名)
- 2008年5月31日から7月25日　ののはなウサギのお誕生日キャンペーン開催
- 2008年7月26日から8月10日　シルバニアビレッジ アニバーサリーフェスタ開催
- 2008年7月27日、8月10日　シルバニアミュージカルショー「ののはなウサギ 夢のウェディング」（初演目・二部構成）公演、シルバニアファミリー紙芝居ワゴン登場。
- 2008年10月5日から30日　シルバニアビレッジ ハロウィンフェスタ開催（シルバニアハロウィンショー、シルバニアハロウィン紙芝居、ハロウィンラリー、森のキッチン限定メニュー登場）
- 2008年11月22日から12月25日まで　シルバニアビレッジ ねがいのクリスマス開催（森のキッチンクリスマスメニュー、森のパン屋さん限定商品登場）
- 2009年6月13日から22日まで　『ののはなウサギちゃんのバースデーティーパーティ』開催（森のキッチン パーティールームにてケーキセット+お茶+記念撮影）
- 2009年7月18日から25日まで　シルバニアビレッジ5周年 アニバーサリーフェスタ開催
- 2009年8月13日、30日　シルバニアミュージカルショー「出会いのメロディ」公演
- 2009年9月19日から10月31日まで　シルバニアビレッジ おかしなハロウィン開催（9月19日、10月10日「シルバニア ハロウィンスペシャルショー」公演）
- 2009年11月14日から12月25日まで　シルバニアビレッジ クリスマスイベント開催（12月19日、20日 森のキッチンでハンドベルコンサート公演）
- 2010年1月1日から3日　シルバニアファミリーお正月ショー公演（1日2回）
- 2010年9月20日から10月31日まで　シルバニアビレッジ ハロウィンフェスタ2010開催（シルバニアハロウィンショー公演）
- 2010年11月25日から12月26日まで　シルバニアビレッジのクリスマス開催（シルバニアクリスマスダンスショー公演）12月18日、19日　シルバニアビレッジ クリスマスハンドベルコンサート公演（森のみんなの学校内、出演：ののはなウサギとMOMO、サウンドピーチ）
- 2011年9月17日から19日　森のなかよしパーティー1（ののはな、しおかぜ、ラベンダー登場）開催
- 2011年9月23日から25日　森のなかよしパーティー2（ののはな、しおかぜ、ラベンダー登場）開催
- 2011年9月26日から31日まで　シルバニアビレッジ ハッピーハロウィン開催（シルバニアハロウィンショー開催）
- 2011年11月12日から12月25日まで　シルバニアビレッジのクリスマス開催（シルバニアクリスマスショー公演、森のキッチンでティータイムハッピーグリーティング開催）

### 森のみんなの学校 工作教室
ビレッジ内の「森のみんなの学校」1階教室フロアで有料の工作教室を毎日開催していた。
- ビーズで作るブレスレット工作教室、プラ板キーホルダー工作教室（森のみんなの学校、9:00～/13:00～）
- モビール作り教室
- ウッドペンダント＆キーホルダー作り
- メモリアルフォトスタンド工作教室
- おでかけポシェット作り
- フェルトで作ろう！ダーツ作り教室
- たのしいアンブレラ作り
- シルバニアミニシアター（シルバニアファミリーのアニメ上映と紙芝居）
- 木のペンダント作り
- ドアプレート作り
- フェルトで作るオーナメント工作
- 万華鏡工作教室
- ペーパーウェイト工作
- ののはなウサギちゃんのブレスレット作り
- コルクボード工作教室
- ウッドマグネット工作
- シルバニアブレスレット作り
- 冬限定 雪だるまのオーナメント工作
- シルバニアビーズブレスレット工作
- シルバニア パネルシアター（※2010年1月のみ、大妻女子大学生による手作りのショー、1日3回公演）
- ポップアップ クリスマスカード工作教室

### シルバニアビレッジ オリジナル商品
- ののはなウサギのフリース帽子（※現在も販売中）
- ののはなウサギのフリースマフラー（※現在も販売中）
- ののはなウサギのカチューシャ（※現在も販売中）
- シルバニアビレッジオリジナルポストカード（全4種類）（※現在も販売中）
- シルバニアビレッジしたじき（※現在も販売中）
- ののはなウサギの女の子ぬいぐるみ(2005年3月26日登場)
- ひつじさんのイヤーマフ
- ののはなウサギのあったかマント(Sサイズ、Mサイズ)
- ののはなウサギの赤ちゃん（2005年9月1日登場）
- 森のマーケット ハッピーバッグ（2005年8月のみ、1日30個限定、※販売終了）
- ののはなウサギの女の子2006年新版（2006年2月11日登場）
- ののはなウサギさんのおうち（2006年7月15日登場、木製、数量限定生産品、4,800円、※販売終了）
- ののはなウサギのブレスレット
- おおきなののはなウサギちゃん（2007年7月14日登場、300体限定、シリアルナンバー入り。※販売終了）
- ののはなウサギのシャープペンシル
- なりきりヘアピンセット
- ののはなウサギちゃんののびのびてぶくろ

### 森のキッチン　過去のメニュー
わたウサギのお父さんがシェフを担当する森のキッチン。大人用メニューと子供用メニューがあり、内容は季節と年代によって変化。喫茶営業、シーズンイベントメニューも取り揃えられていた。
メイン料理
- クマのお父さんの満足プレート（ハンバーグ、ライス、コーン＆ポテトサラダ）
- シマネコのお母さんのさわやかプレート（和風きのこスパゲティ、サラダ、デザート）
- ののはなウサギの女の子のあったかプレート2004夏-2005冬（パン、ホワイトシチュー、コーン＆ポテトサラダ、デザート）
- マロンイヌの男の子の元気いっぱいイエロープレート（チキンライス、オムレツ、クリームコロッケ、コーン＆ポテトサラダ、デザート）
- みるくウサギの赤ちゃんのかわいいプレート（チキンライス、エビフライ、サラダ、デザート、お子さまジュース）
- マロンイヌのお父さんのモリモリプレート（中辛カレーライス、コーン＆ポテトサラダ、プリン）
- キツネのお母さんのキラキラプレート（ベジタブルパスタ、コーン＆ポテトサラダ、デザート）
- キツネさんのプレート（オムレツ、チキンライスセット）
- くるみリスの女の子のぱくぱくプレート（甘口カレーライス、コーン＆ポテトサラダ、デザート）
- わたウサギの女の子のわくわくプレート（ミートソーススパゲティ、サラダ、デザート）
- ののはなウサギの女の子のあったかプレート2006秋冬（甘口カレーライス、コーン＆ポテトサラダ、プリン）
- ののはなウサギの男の子のウキウキプレート2006冬（ハンバーグ、ポテト、コーン＆ポテトサラダ、ライス、プリン

サイドメニュー
- ミネストローネスープ、パンプキンスープ、コーンスープ
- てづくりバケット（フライドポテト、ハッシュドポテト、フライドチキンのセット）（2005年から導入）

デザート類
- フルーツタルト、ブルーベリータルト、アップルパイ、ゼリー、ムース、パンナコッタ、マンゴープリン、カスタードプリン

ソフトクリーム
- バニラ、ストロベリー、ミックス

ドリンク類（Mサイズ、Lサイズ）
- ホットコーヒー、ホット紅茶、コーラ、カルピス、アクエリアス、オレンジジュース、アイスティー、アイスコーヒー、フジミネラルウォーター、ふじやまビール

その他
- ケーキセット（店内ケーキコーナーの1個と紅茶またはコーヒーのセット、2005年から導入）
- いでぼくソフトクリーム
- アップルカスタード

イベントメニュー
- ののはなウサギのスーベニアデザート（マグカップ付きプリン、サンデー、ゼリーなど。デザートの種類は季節により変化）
- 森のキッチン オリジナルデコレーションケーキ(クリスマス限定、6号サイズ、1台3,150円)

森のキッチン　過去の季節イベント＆メニュー
- 2004年7月「ののはなウサギの女の子 バースデー記念メニュー2004」（平日のみ。1日当り5組限定、大人1,680円、子供1,470円、料理4品、ドリンク、ケーキ、写真撮影、プレゼント1個含む）
- 2004年11月20日～12月25日「シルバニア森のキッチン クリスマスメニュー」（平日のみ、1日当り5組限定、大人1,680円、子供1,470円、料理6品、写真撮影、プレゼント1個含む）
- 2005年4月11日から28日「森のキッチン スプリングメニュー」（平日のみ、1日当り5組限定、大人1,680円、子供1,470円、料理4品、ドリンク、ケーキ、写真撮影、プレゼント1個含む）
- 2005年11月2日～12月22日「ランチパーティー」（平日のみ、1日5組限定、（11時～13時）、メニュー：パスタまたはピザ、チキン、ポテト、サラダ、ドリンク、ゼリーのセット。料金：大人1,470円、こども1,260円）
- 2005年11月2日～12月25日「森のキッチン ティーパーティー」（1日10組限定、平日14時30分～、土日祝日15時30分～。 メニュー：お菓子バスケット、スナック、ドリンク、ゼリー。料金おとな・こども共通950円）
- 2006年4月29日から「クリームネコさんのケーキ屋さん」コーナーが店内に特設され、「リンゴと紅茶のオムレット」、「さわやかイチゴのケーキ」が販売された。
- 2006年5月22日から7月7日まで「森のキッチン特別メニュー」(ののはなウサギバースデーメニュー)が登場した。
- 2007年7月1日から　有機野菜のスパゲティ、宮崎産地鶏の照焼きチキン、マンゴーサンデー、ブルーベリーサンデー、ラズベリーサンデー（各400円）が販売された。
- 2007年12月1日から25日まで「森のキッチン クリスマスメニュー」（メイン料理、デザート、クリスマスケーキのセット）が登場した。
- 2009年8月2日から「そよかぜネコちゃんの甘口カレー」が登場した。
- 2011年11月12日から12月25日まで「ティータイム ハッピーグリーティングメニュー」（クリスマス限定バスケット、クリスマスケーキ、ののはなウサギちゃんと記念撮影、クリスマスプレゼント1個付属、大人900円、子供900円）が導入された。

### きいちご林のかわいいお家 過去のメニュー
きいちご林のかわいいお家は、2004年7月からクレープハウス＆喫茶の営業を行っていた。クレープメニューは季節と年代により変化。
クレープ（各種）
- チョコバナナ、アーモンドチョコ、ツナポテト、アップルシナモン、ストロベリーチーズ

ドリンク類（Mサイズ、Lサイズ）
- ホットコーヒー、ホット紅茶、コーラ、カルピス、アクエリアス、オレンジジュース、アイスティー、アイスコーヒー、フジミネラルウォーター

### 森の写真屋さん
森の写真屋さんは、みるくウサギのお父さんがカメラマンの写真屋さん。シルバニア村のみんなが着る素敵な洋服で写真撮影をしてもらう専用のスタジオ。2004年当時最新式のプロデジタルカメラとブルーバックによるデジタル合成背景システムを導入していた。
撮影メニュー
- フォト（A4サイズ）
- カレンダー（A4サイズ）
- ポストカード（2枚組）
- プリントシール（1枚）

※デジタル焼増し対応可能（来園当日のみ）。

## 旧．日本ランドに存在したアトラクションなど
- F1レーシング（現.フジヤマの風）
- フアフアメルヘンランド（あおぞらテント）（廃止→ロードトレイン発着地に改装）
- タッゼム・カー（現用）
- 大観覧車（解体→新設）
- SL列車（現用）
- メリーゴーランド（現用）
- ウェーブ・スインガー（現用）
- レーシング・ゴーカート（現用）
- ダイビングコースター（廃止）
- 湖畔レストラン（現.レストランどんぐりん）
- ゲームコーナー（一部現用）
- ゴーカート・テクニカルコース（廃止）
- ライダーゴーランド（廃止）
- 冒険のとりで（廃止/ノウハウは「ココドコ」などに転用）
- パターゴルフ（廃止）
- ウォーターエース（廃止）
- ヒマラヤ・ライド（廃止）
- ファイヤーバード（廃止）
- スペースコースター（廃止後2003年解体）
- 水陸両用探検車（2004年廃止）
- ジャングル・アドベンチャー（廃止）
- 鑵子山リフト（かんすやまリフト 1980年頃に廃止/湖畔レストラン裏側から鑵子山の山腹までの往復リフト）[7]
- 処刑の館（廃止）
- ドクター・ゾビ（廃止）
- 貸し出しボート（廃止）
- レストラン白樺亭→ラーメン白樺亭（2014年廃止）
- 展望レストラン（廃止）
- 第1休憩所（廃止）
- 第2休憩所（現.お山の休憩所）

## 旧．日本ランド時代の営業データ
- 入園料：大人(13歳以上)800円、小人(4歳以上)500円
- ワンデークーポン：（入園と乗り物乗り放題）大人3500円、小人2700円
- ワンデーファミリークーポン：（家族5人分のワンデークーポン）10000円
- 休園日：月・火曜日
- 開園時間：9:00 - 17:00